# Hans Böhler
Hans Böhler, auch Boehler (* 11. September 1884 in Wien, Österreich-Ungarn; † 17. September 1961 ebenda) war ein österreichischer Maler und Grafiker.

## Leben
Böhler besuchte die Privatmalschule Jaschke in Wien. 1904 bestand er die Aufnahmeprüfung an der Wiener Kunstakademie, verzichtete aber auf die Aufnahme und blieb lieber an der Privatmalschule. 1908 nahm er an der Frühjahrsausstellung der Wiener Secession teil. 1909 stellte er im Salon Pisko mit der Neukunstgruppe aus.
In den Jahren 1910–1911 reiste Böhler nach Russland, Sibirien, China, Japan und Indien; 1913–1914 nach Süd- und Nordamerika. Danach arbeitete er in Deutschland, in der Schweiz, Italien, Belgien, Holland, Spanien, England, Dänemark, Norwegen und Afrika. Von 1918 bis 1923 hielt er sich im Tessin auf und hatte er seinen Wohnsitz in Niederwil (Solothurn).
Böhler war eng mit Josef Hoffmann befreundet, der ihm sein Atelier in Wien einrichtete. Er stellte ab 1920 in der Wiener Secession aus. 1928 wurde er Mitglied des Österreichischen Werkbundes, für den er Postkarten entwarf.
Von 1936 bis 1950 lebte Böhler in den USA. Danach kehrte er wieder nach Wien zurück. Er erhielt 1954 den Preis der Stadt Wien für Malerei und Grafik und den Titel Professor. 
Hans Böhler starb am 17. September 1961 wenige Tage nach Vollendung seines 77. Lebensjahres in seiner Geburtsstadt Wien und wurde am Hietzinger Friedhof bestattet.

## Werke
Böhler schuf hauptsächlich expressionistische starkfarbige Personendarstellungen, aber auch Landschaften und präzis konturierte Aktzeichnungen. Eine umfangreiche Sammlung seiner Werke befindet sich im Leopold Museum in Wien.
- Mädchen im Garten (Wien, Leopold Museum, Inv. Nr. 713), 1906, Öl auf Leinwand, 136 × 68,4 cm
- Fräulein List (Wien, Leopold Museum, Inv. Nr. 698), 1911, Öl auf Leinwand
- Mädchen mit blauem Kopftuch (Wien, Leopold Museum, Inv. Nr. 699), 1913, Öl auf Leinwand, 70,3 × 58,3 cm
- Sitzende mit Blumen (Wien, Leopold Museum, Inv. Nr. 612), 1913, Öl auf Leinwand
- Piazza Bra in Verona (Wien, Leopold Museum, Inv. Nr. 702), 1914, Öl auf Leinwand
- Grünes Haus mit blau gekleideter Dame (Wien, Leopold Museum, Inv. Nr. 601), um 1915, Öl auf Leinwand
- Waldweg (Wien, Leopold Museum, Inv. Nr. 606), um 1915, Öl auf Leinwand
- Junge mit blauer Jacke (Wien, Leopold Museum, Inv. Nr. 4137), 1915, Öl auf Leinwand
- Porträt vor lila Hintergrund (Wien, Leopold Museum, Inv. Nr. 700), 1916, Öl auf Leinwand
- Spanierin (Wien, Leopold Museum, Inv. Nr. 703), 1919, Öl auf Leinwand, 79,5 × 70 cm
- Blonde Frau vor Grün (Wien, Leopold Museum, Inv. Nr. 708), um 1925, Öl auf Leinwand
- Badener Landschaft (Wien, Leopold Museum, Inv. Nr. 609), 1925, Öl auf Leinwand
- Zwei sitzende Frauen (Wien, Leopold Museum, Inv. Nr. 714), 1927, Öl auf Leinwand
- In der Loge (Wien, Leopold Museum, Inv. Nr. 707), 1927, Öl auf Leinwand
- In der Reissbar (Wien, Leopold Museum, Inv. Nr. 710), 1928, Öl auf Leinwand, 92 × 104,5 cm